# Mesocyon
Mesocyon — вимерлий рід підродини Hesperocyoninae ранніх псових, що родом із Північної Америки. Він жив від олігоцену до раннього міоцену, 30.3—20.3 млн років. Викопні рештки відомі з Орегону, південної Каліфорнії та північних Великих рівнин. Він був приблизно розміром з койота і був першим відомим псовим, який харчувався переважно м'ясом.

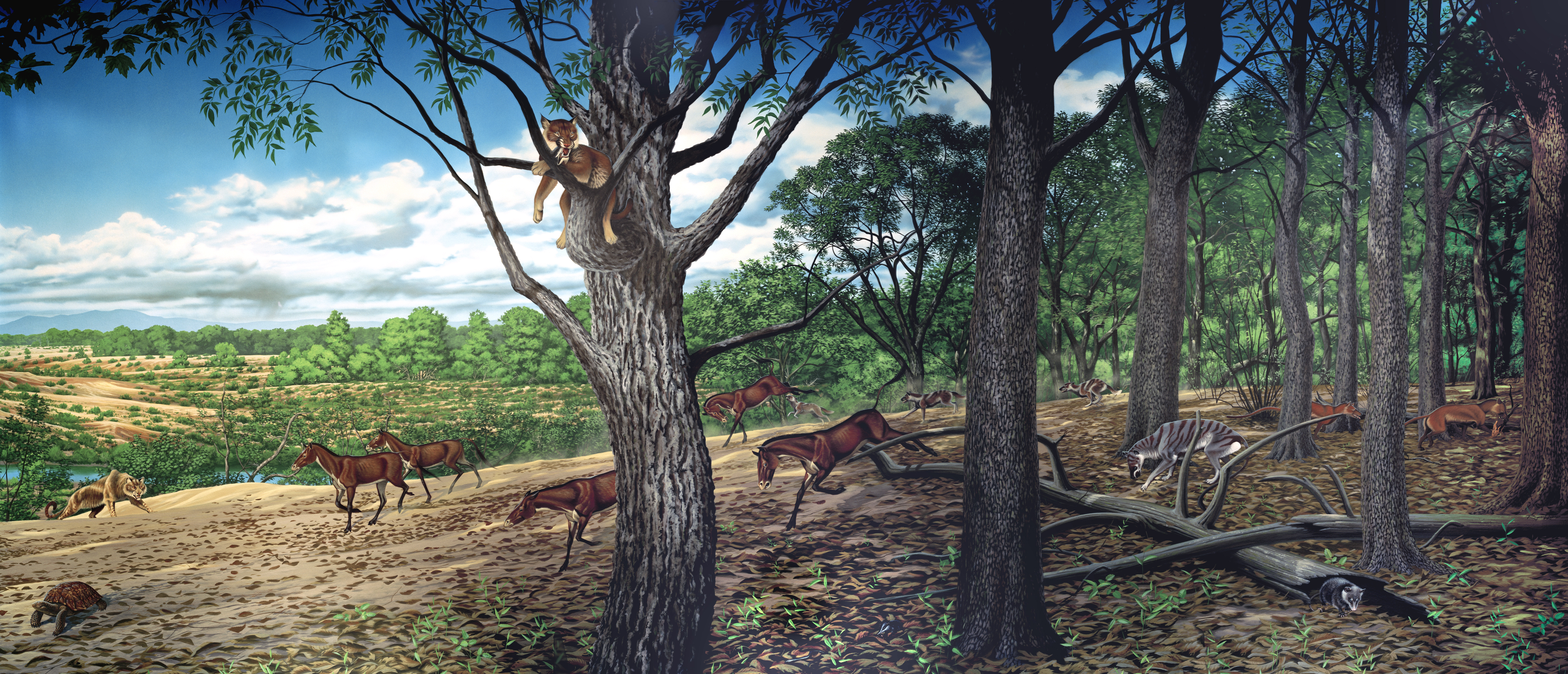
Реконструкція Mesocyon (праворуч) та інших тварин з формації Turtle Cove